# Vilhelm Bissen
Pour les articles homonymes, voir Bissen (homonymie).
Christian Gottlieb Vilhelm Bissen (5 août 1836 - 20 avril 1913) est un sculpteur danois, professeur à l'Académie Royale des Beaux-Arts de Copenhague, qui a eu une grande influence sur la génération suivante de sculpteurs au Danemark. Formé par son père, le sculpteur Herman Wilhelm Bissen, dans la tradition classique de Bertel Thorvaldsen, il est marqué, après un séjour à Paris dans les années 1880, par les tendances naturalistes et néo-romantiques.

## Biographie
Vilhelm Bissen, né à Copenhague en 1836, était le fils du principal sculpteur danois de la génération ayant suivi Thorvaldsen, Herman Vilhelm Bissen. Il étudiera à l'Académie Royale des Beaux-Arts de Copenhague de 1853 à 1857, et puis à Rome de 1857 à 1863, et finalement à Carrara de 1866 à 1867,,.
Après le décès de son père en 1868, Vilhelm Bissen retournera à Copenhague pour reprendre l'atelier de celui-ci. Il achèvera d'abord la statue équestre du Roi Frederik VII qui se trouve sur la place devant le Palais de Christiansborg (1873).
Plus tard, on connaît de lui notamment la statue équestre d'Absalon sur Højbroplads (1902), la fontaine des cigognes sur Amagertorv (1894), la statue de N.F.S. Grundtvig devant l'église de Frederik, celle de Christian IV à Nyboder, et celle de la Reine consort  Caroline Amalie dans le parc de Rosenborg.
Bissen sera élu Membre de l'Académie des Beaux-Arts en 1871 et Membre du Conseil de l'Académie en 1887. Il sera Directeur de l'Académie de 1902 à 1905. De 1889 à 1908, il est professeur de sculpture à l'Académie Royale Danoise des Beaux-Arts.
Vilhelm Bissen était marié à Hanne Hage, fille de l'homme d'affaires Alfred Hage.

## Expositions
Bissen a participé aux expositions de printemps de Charlottenborg entre 1857 et 1913, et aux expositions universelles de Londres en 1862, de Paris en 1867 et 1889 et de Chicago en 1893.

## Littérature
- Vilhelm Bissen, Den store danske, Gyldendal
- Jens Peter Munk, Vilhelm Bissen, Kunstindeks Danmark & Weilbach Kunstnerleksikon
- Vilhelm Bissen, Dansk Biografisk Leksikon